# Tolumnia variegata
Tolumnia variegata är en orkidéart som först beskrevs av Olof Swartz, och fick sitt nu gällande namn av Guido Jozef Braem. Tolumnia variegata ingår i släktet Tolumnia och familjen orkidéer. Inga underarter finns listade i Catalogue of Life.

## Bildgalleri

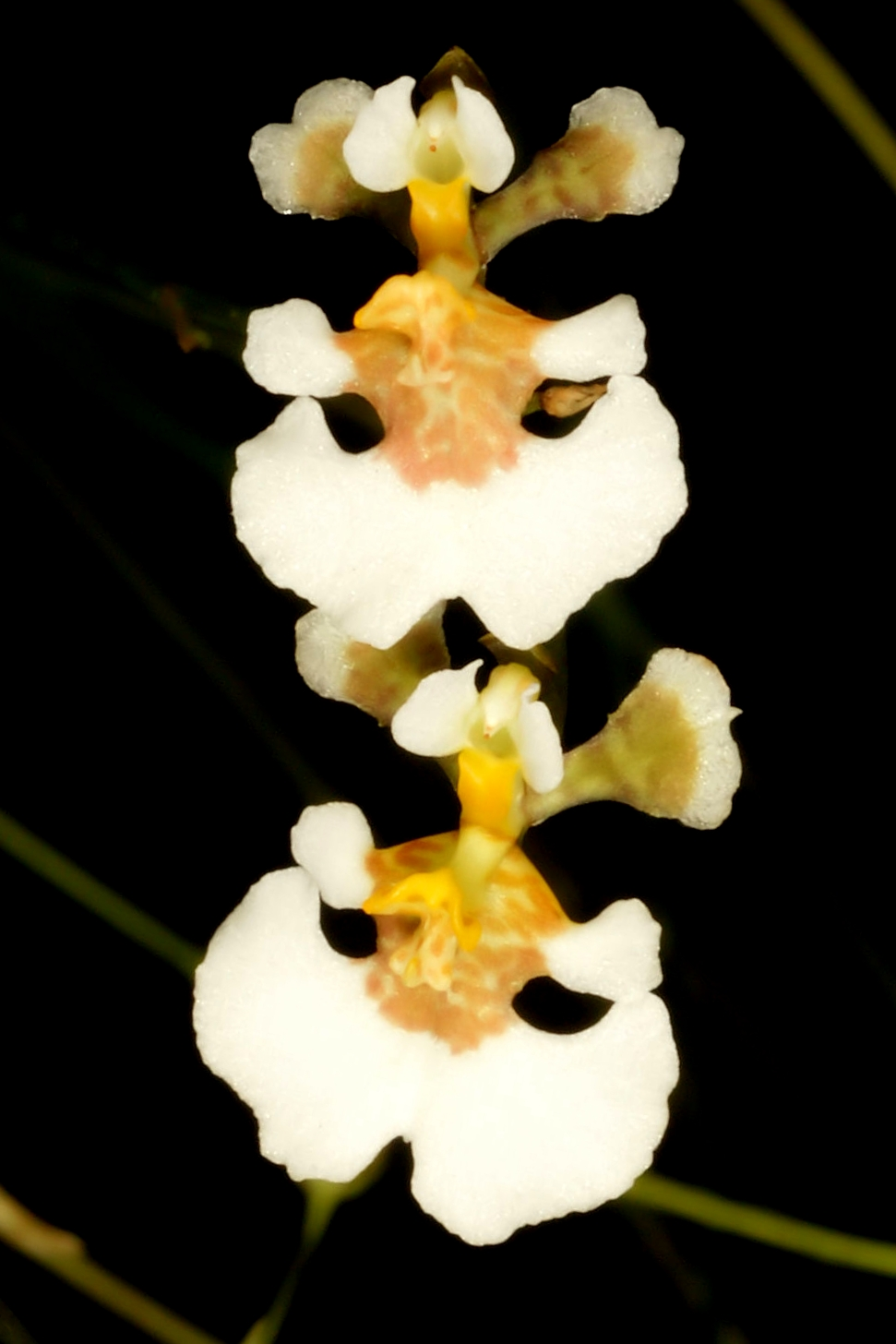